# Hans von Weigert
Hans Ritter von Weigert (* 24. April 1861 in Regenstauf, Oberpfalz; † 1944) war ein deutscher Ministerialbeamter in Bayern.

## Leben
Weigert studierte ab 1882 an der Ludwig-Maximilians-Universität München Rechtswissenschaft. 1878 wurde er im Corps Makaria München recipiert. Nach dem  Staatskonkurs (1885) und Finanzkonkurs (1886) war er Praktikant für den höheren Eisenbahndienst. Bis 1905 leitete er die Eisenbahndirektion im heimatlichen Weiden in der Oberpfalz. Am 1. Mai 1905 kam er als Oberregierungsrat an das Königlich Bayerische Staatsministerium für Verkehrsangelegenheiten. Als Kommissär mit Dienstsitz in Ludwigshafen war er in der Pfalz (Bayern) zuständig für die Pfälzischen Eisenbahnen. Im Staatsministerium wurde er 1916 Ministerialdirektor. Als Bayerischer Staatsrat und Vorstand der Eisenbahnabteilung erhielt er das Prädikat Exzellenz. Als das Staatsministerium für Verkehrsangelegenheiten nach dem Ersten Weltkrieg 16. Juli 1920 aufgehoben wurde, wurde er Ministerialdirektor im Reichsverkehrsministerium, Zweigstelle Bayern. Dabei blieb er Vorstand der Eisenbahnabteilung und Direktor der Deutschen Verkehrs-Kredit-Bank. Kurz vor seinem 63. Geburtstag trat er am 1. April 1924 in den Ruhestand.